# Thomas De Quincey
Thomas De Quincey (Manchester, 15 d'agost del 1785 – Edimburg, 8 de desembre del 1859) fou un escriptor anglès.

## Biografia

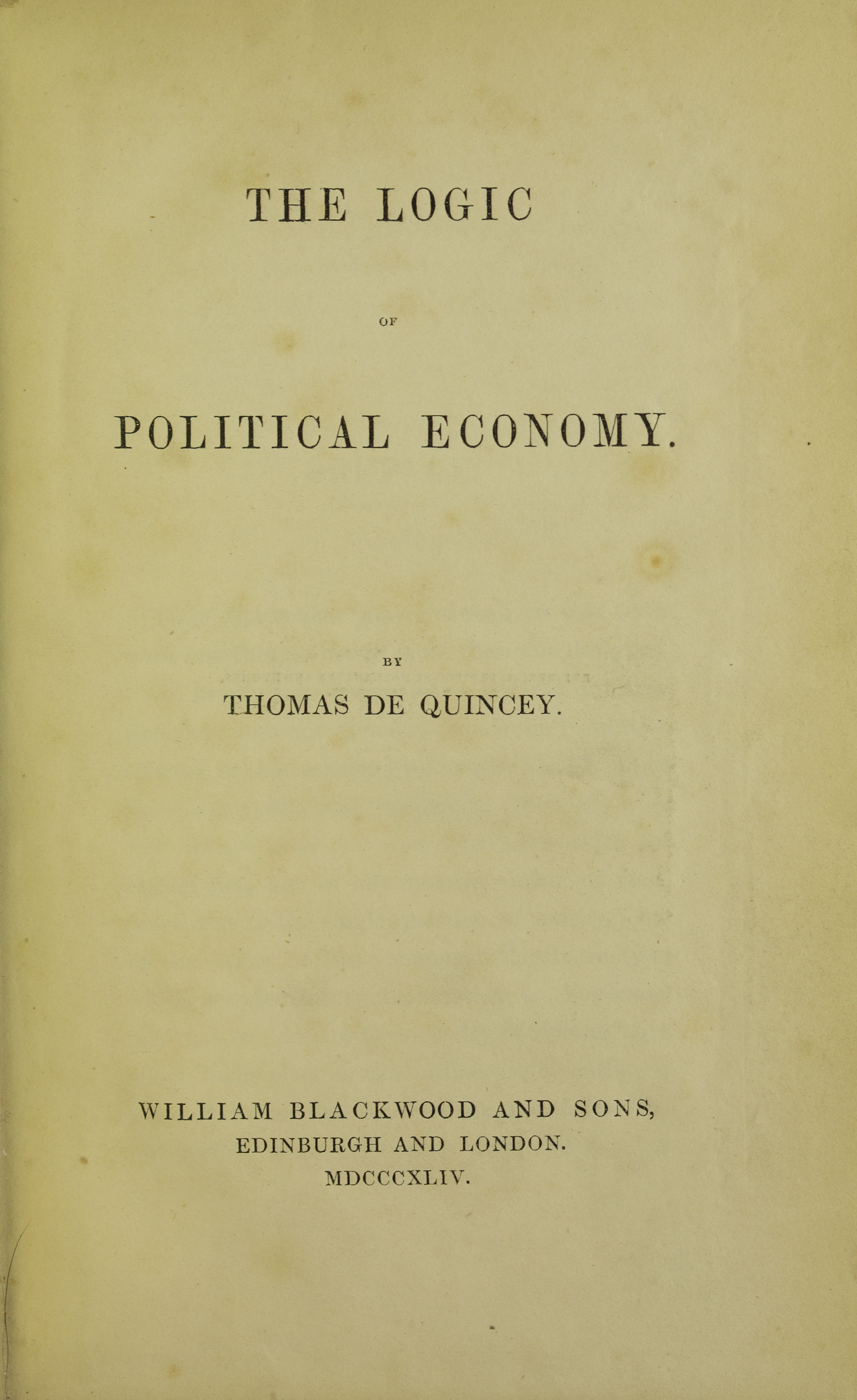
Logic of political economy, 1844

Des de ben jove, va mostrar inquietuds literàries i una erudició precoç (a tretze anys sabia escriure en grec antic), gràcies a les quals fou un dels primers a apreciar el valor de l'aleshores incipient poesia romàntica de Samuel Taylor Coleridge i, sobretot, de William Wordsworth. Tot i pertànyer a una generació anterior a la seva, De Quincey va guanyar-se la confiança i l'amistat d'aquests dos poetes quan era un adolescent, i fins i tot va conviure durant la joventut amb Wordsworth en una casa (Dove Cottage) que aquest tenia al districte dels Llacs, al nord d'Anglaterra.
Malgrat això, Thomas De Quincey no va conrear la poesia i la seva obra cal considerar-la a part del cercle romàntic (sobretot després del trencament de relacions personals amb Wordsworth); De Quincey, en canvi, va destacar per la prosa, peculiar i singular, tant per l'estil com per la varietat dels temes que va tractar.
Al districte dels Llacs es va casar amb Margaret Simpson, filla d'un pagès. Sembla que Wordsworth no va aprovar aquest matrimoni (que va realitzar-se després de l'embaràs de Margaret) i la relació d'amistat que unia el poeta amb De Quincey a poc a poc va anar esvaint-se. Sigui com sigui, després de l'etapa al districte dels Llacs, De Quincey i la seva família creixent (el matrimoni arribaria a tenir vuit fills) van desplaçar-se a diversos llocs d'Anglaterra per acabar-se establint a Edimburg. Aleshores, De Quincey tenia trenta i pocs anys i durant les pròximes tres dècades es guanyaria la vida (precàriament) amb els centenars d'articles que va escriure per a diverses publicacions periòdiques angleses.
La seva obra més coneguda és Confessions d'un opiòman anglès (Confessions of an English Opium-Eater, 1822), traduïda al català per Enric Sòria. Tot i la celebritat que va adquirir amb aquesta obra autobiogràfica, De Quincey va patir problemes econòmics durant tota la vida. Va passar els últims anys a Edimburg, convivint amb les seves filles i dedicant-se a reunir els seus articles en una obra que va anomenar Selections Grave and Gay. En aquesta etapa final va gaudir d'un cert reconeixement.
Malgrat haver estat un addicte a l'opi durant tota la vida, De Quincey va viure fins als setanta-quatre anys. Va ser enterrat al costat de la seva dona (morta el 1837) al cementiri de Saint Cuthbert's Churchyard, al centre d'Edimburg.
Diversos grans autors posteriors han elogiat i reconegut la qualitat i originalitat de l'obra de De Quincey, com Charles Baudelaire, Edgar Allan Poe, Oscar Wilde, Jorge Luis Borges i Italo Calvino.

## Obres
Cal destacar també De l'assassinat considerat com una de les belles arts (On Murder Considered as One of the Fine Arts), El cotxe de correus anglès (The English Mail Coach) o Suspiria de Profundis, la segona part de les Confessions d'un opiòman anglès.

## Traduccions al català
- L'assassinat considerat com una de les Belles Arts. Traduït per Emigdi Subirats i Sebastià. El Perelló, Aeditors, 2008.
- L'assassinat entès com una de les belles arts. Traduït per Albert Mestres. Publicacions de la Universitat de València, 2008
- Els últims dies d'Immanuel Kant. Traduït per Josep Maria Muñoz i Lloret. Barcelona, L'Avenç, 2013.
- Confessions d'un opiòman anglès. Traduït per Enric Sòria. Alzira, Bromera, 1995.